# Идальго Пласа, Мануэль
Мануэль Идальго Пласа (Плаза, исп. Manuel Hidalgo Plaza; 5 апреля 1878, Сантьяго — 20 декабря 1967, там же) — чилийский ремесленник, деятель рабочего движения и политик троцкистского направления. Член Радикальной, Демократической, Социалистической рабочей / Коммунистической (КПЧ), Левой коммунистической, Радикальной социалистической и Социалистической партий (СПЧ).
Один из первых сенаторов-коммунистов, избранный в 1925 году. Был кандидатом в президенты на выборах 1931 года. Он был избран сенатором от Тарапаки и Антофагасты (1926—1934), но диктатура Карлоса Ибаньеса дель Кампо изгнала его из страны. В 1933 году он снова был избран сенатором и занимал эту должность до 1937 года.
Был обвинён в троцкизме и изгнан из партии в 1931 г. Его группа «левых коммунистов» стала частью возникшей тогда же Социалистической партии Чили.
С 1939 по 1942 год он был послом своей страны в Мексике. Позже стал от социалистов министром общественных работ в 1943 году и министром экономики и торговли в 1944 году, оба раза при президенте Хуане Антонио Риосе. Он был послом в Панаме с 1950 по 1953 год, во время президентства Габриэля Гонсалеса Виделы и Карлоса Ибаньеса дель Кампо.

## Биография

### Семья и учёба
Он родился в Сантьяго 5 апреля 1878 года в семье Мануэля Идальго и Мерседес Плазы. Он учился в государственной вечерней школе «Бенджамин Франклин» и в средней школе Амунатеги. Затем он начал учиться рисованию в вечерней школе.
Свою трудовую деятельность он начал служащим ювелирного магазина.
Он женился на Марии Рохас, от которой у него было трое детей.

### Политическая деятельность
В 1902 году он включился в политическую борьбу, параллельно с профсоюзной деятельностью. В том же году он вступил в Радикальную партию, а в следующем году — в Демократическую партию. Он был секретарем и президентом коммунального Демократического центра. В 1908 году вместе с группой интеллектуалов, педагогов и рабочих участвовал в основании «Университетского расширения» при Папском католическом университете.
Он председательствовал на Социальном рабочем конгрессе 1910 года в Чили. В 1912 году он участвовал в основании Социалистической рабочей партии, а затем в 1922 году — в преобразовании её в Коммунистическую партию Чили. Однако в 1930 году был исключен из неё по обвинению в руководстве троцкистским течением. Итогом стал разделение в 1931 году КПЧ на две фракции: официальную компартию и диссидентскую, включавшую Идальго Пласу, стоявшую на антисталинистских позициях и апеллировавшую к линии Рекаберрена. В марте 1933 году диссиденты оформили свою партию Коммунистическую левую (Izquierda Comunista). Побыв членом Левой коммунистической партии и Радикальной социалистической партии, в 1940-х годах он со своей троцкистской группой «левых коммунистов» присоединился к Социалистической партии.
В 1913 и 1924 годах он был местным депутатом муниципалитета Сантьяго, избранным первым большинством голосов. Лидер и президент Общества равенства и труда, а также делегат съезда рабочих Консепсьона в 1920 году. Он был членом Комиссии по конституционной реформе, которая разработала Основополагающую хартию 1925 года.
На парламентских выборах 1925 года он, представляя Компартию, был избран сенатором от Тарапаки и Антофагасты на период 1926—1934 годов (Конгресс был распущен в 1932). К тому же, он был депортирован из страны в 1927 году, авторитарным правительством Карлоса Ибаньеса дель Кампо. Выступал за союз с другими, в том числе немарксистскими, партиями во имя свержения диктатуры, а также отстаивал необходимость создания в придачу к подпольной легальной партии для работы в парламенте, за что был подвергнут критике со стороны Москвы.  
В 1931 году он был кандидатом в президенты республики, получив 1343 голоса (0,44 % голосов от общего числа в 285 949), в то время как официальный (сталинистский) сектор Коммунистической партии (Третий Интернационал) представил своим кандидатом Элиаса Лаферте Гавиньо, получившего 2442 голоса. Победил на выборах Хуан Эстебан Монтеро, поддержанный традиционными силами.
На парламентских выборах 1932 года он снова баллотировался в Конгресс, став сенатором от того же региона на период 1933—1937 годов. В Сенате он был членом комиссии по труду и социальному обеспечению. Этот четырехлетний сенаторский период был обусловлен революционным движением, вспыхнувшим 4 июня 1932 года. Согласно действующим правилам, сенаторы избирались сроком на четыре года, чтобы упорядочить выборы в Сенат, хотя по конституции это соответствовало восьми годам. В 1934 году вошёл в состав созданного Мармадуке Грове в Конгрессе «Левого блока», в который помимо СПЧ вошли небольшие левые партии, часть демократов, радикал-социалисты и группа Мануэля Идальго.
В период с 1939 по 1943 год он служил послом Чили в Мексиканских Соединённых Штатах, где был награжден Орденом Ацтекского Орла 1-й степени. Президент от Радикальной партии Хуан Антонио Риос призвал его на пост министра общественных работ и коммуникаций (с 19 декабря 1942 года по 4 февраля 1943 года). Спустя годы президент Риос снова назначил его в свой кабинет, уже на должность министра экономики и торговли (с 15 марта по 6 сентября 1946 года). Позже он будет послом в Панаме в 1950—1953 годах.
Умер 20 декабря 1967 года в родной коммуне.